# Шенк, Алексей Константинович
Алексей Константинович Шенк (5 [17] октября 1873, Санкт-Петербург — 24 июля 1943, Москва) — военный врач, доктор медицинских наук, профессор, заслуженный деятель науки РСФСР, заведующий ортопедической клиникой Института физиотерапии и ортопедии в Москве. Один из организаторов создания в Евпатории Всесоюзной детской здравницы.

## Биография

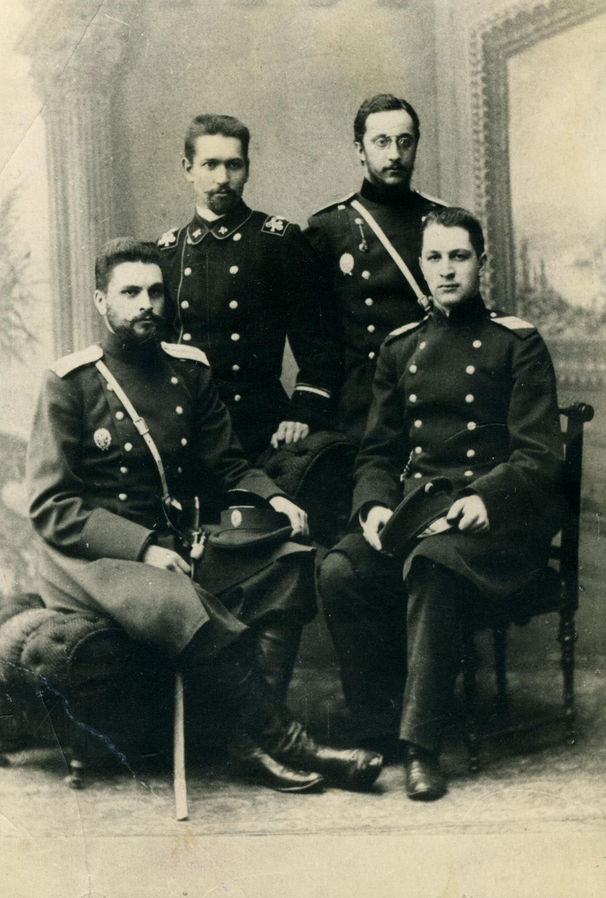
Слева направо В. К. Шенк, А. К. Шенк, Н. И. Третесский, Карпов А. Фото около 1898 года

Алексей Константинович Шенк родился 17 октября 1873 года в семье врача. Его отец, Константин Александрович Шенк (1830-1912) был главным врачом Семеновского госпиталя, близок семье Достоевских.
В 1897 году А. К. Шенк окончил  Военную медицинскую академию, работал хирургом в клинике. Темой его докторской диссертации, защищенной в  1910 году, была «Ахондроплазия у человека». С 1903 — 1917 годах работал  в клинике ортопедии у хирурга-ортопеда Г. И. Турнера.  С 1917 года был директором Физио-ортопедического института в Евпатории.
С 1919 по 1924 год вел преподавательскую деятельность, был профессором кафедры ортопедии медицинского факультета Симферопольского университета (ныне Медицинская академия имени С. И. Георгиевского). В 1924 — 1929 годы — начальник ортопедического отделения Центральной курортной клиники НКЗ РСФСР в Москве (с 1926 года это Центральный институт курортологии). С 1929 по 1943 год работал заведующим ортопедическим отделением Государственного института физиатрии и ортопедии НКЗ РСФСР.
Скончался А. К. Шенк в 1943 году, похоронен на Введенском кладбище (10 уч.).

## Работа
Область научных интересов А. К. Шенка — ортопедия, физиотерапия. Под руководством ученого в Крыму для изучения активности солнечного излучения была создана актинометрическая станция; по методике профессора П. Г. Мезерницкого измерялись дозы солнечного облучения; разработана методика лечения костного туберкулеза пребыванием больных летом на открытом воздухе. А. К. Шенк внес большой вклад в создании в Евпатории Всесоюзной детской здравницы.

## Труды
А. К. Шенк опубликовал около 90 научных работ по ортопедии, физиотерапии, курортологии, лечении туберкула, включая:
- О действии концентрированного света Вольтовой дуги (по способу N. Finsen) на здоровую кожу, Спб., 1902;
- Ахондроплазия у человека, дисс., Спб., 1910;
- Природные лечебные силы Крыма, Симферополь, 1928, 1933;
- Основы курортологии, под ред. М. П. Кончаловского и Г. М. Данишевского, т. 1 — 3, М., 1932—1936;
- Евпатория — курорт, Симферополь, 1937.